# Brachytarsomys
Genre
Brachytarsomys est un genre de rongeurs de la famille des Nesomyidae.

## Liste des espèces
Selon Mammal Species of the World (version 3, 2005)  (18 février 2021) :
- Brachytarsomys albicauda Günther, 1875
- Brachytarsomys villosa F. Petter, 1962